# Sternotomis cornutor
Sternotomis cornutor är en skalbaggsart som först beskrevs av Fabricius 1775.  Sternotomis cornutor ingår i släktet Sternotomis och familjen långhorningar. Inga underarter finns listade i Catalogue of Life.